# جیمی مارکس مرده‌است
جیمی مارکس مرده‌است (Jamie Marks Is Dead) یک فیلم درام ترسناک ماوراء طبیعی محصول سال ۲۰۱۴ به کارگردانی کارتر اسمیت و براساس رمانی از کریستوفر بارزک به نام " One for Sorrow" ساخته شده‌است.
در این فیلم کامرون مانهن، لیو تایلر، جودی گریر، مورگان سیلر، نوا سیلور و مدیسن بیتی ایفای نقش می‌کنند.
این فیلم که در بخش مسابقه در جشنواره فیلم ساندنس در تاریخ ۱۹ ژانویه، ۲۰۱۴ اکران شد.

## بازیگران
- کامرون مانهن به عنوان آدام مک کورمیک
- نوا سیلور به عنوان جیمی مارکس
- لیو تایلر به عنوان لیندا
- جودی گریر به عنوان لوسی
- مورگان سیلور به عنوان گریسی هایستمیث
- مدیسن بیتی به عنوان فرانسیس ویلکینسون
- رونن روبنشتاین به عنوان رونی